# 332 a.C.
Il 332 a.C. (CCCXXXII a.C. in numeri romani) è un anno  del IV secolo a.C.

## Eventi
- Alessandro Magno
  - conquista Tiro dopo un assedio di sette mesi.
  - conquista Gerusalemme.
  - gli viene consegnato l'Egitto dai persiani.
  - fonda Alessandria d'Egitto.
  - conquista la Fenicia

- Aristotele termina di essere allievo di Isocrate

- Roma
  - Consolato di Aulo Cornelio Cosso Arvina II, e di Gneo Domizio Calvino.
  - Dittatore Marco Papirio Crasso.